# Kurunczy Lajos
Kurunczy Lajos (Budapest, 1896. július 3. – Budapest, 1983. december 22.) magyar atléta, rövidtávfutó, edző, olimpikon.
Részt vett az 1924. évi nyári olimpiai játékokon Párizsban. Összesen 5 atlétika versenyszámban indult. Férfi 100 méter, 200 méter, 400 méter, 4 × 100 méteres váltó és 4 × 400 méteres váltóban. Érmet egyikben sem nyert.
1917 és 1924 között nyolcszoros magyar bajnok atléta.
Klubcsapatai a Törekvés (1913–1918, 1928–1929), az MTK (1919–1921, 1925–1927), a Kereskedelmi Alkalmazottak Országos Egylete (1922–1924) volt.
1928-tól a Törekvés atléta edzője és szakosztályvezetője volt.

## Emlékezete
- Érmeit és egyéb tárgyi emlékeit 1984-től a Magyar Olimpiai és Sportmúzeum őrzi.
- 1984-től a magyar atlétika bajnokságon a férfi 4 × 100 méteres férfi váltót Kurunczy Lajos-emlékversenyként rendezik meg.[6]